# Bahram Radan

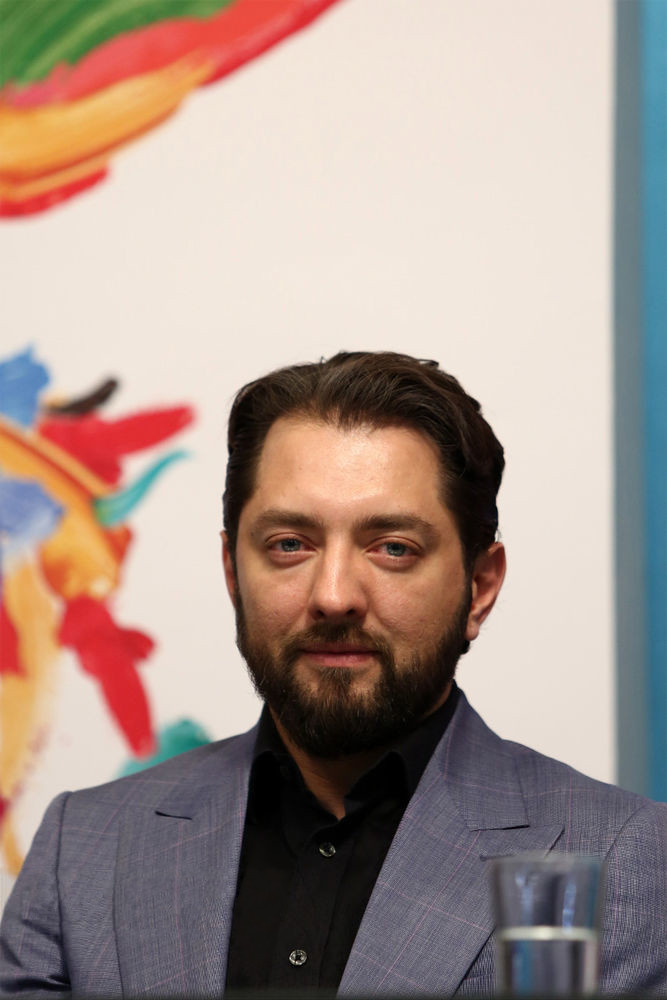
Bahram Radan in 37. Internationales Fajr-Filmfestival (2019)

Bahram Radan (persisch بهرام رادان; * 28. April 1979 in Teheran) ist ein iranischer Schauspieler, Produzent und Sänger. Er hat verschiedene Auszeichnungen erhalten, darunter zwei Crystal Simorgh und einen Hafez Award.

## Leben und Werk
Während seines Studiums der Betriebswirtschaftslehre am College meldete sich Radan für Schauspielkurse an, wo er als aufstrebendes Talent entdeckt wurde. Er bekam seinen ersten Durchbruch, als ihm die Gelegenheit für seine erste Rolle in dem Film „The Passion of Love“ gegeben wurde. Der Film erzielte großen Erfolg an den iranischen Kinokassen und war einer der umsatzstärksten Filme des Jahres 2000. Radan hat seitdem in vielen Filmen mitgespielt und ist im Nahen Osten ein bekannter Name geworden, oft bezeichnet als einer der fünf besten Superstars des iranischen Kinos. Seine extreme Popularität veranlasste die iranischen Behörden 2008, seine Bilder von Werbetafeln zu verbieten. 2010 wurde er von den Vereinten Nationen zum ersten iranischen UN-Botschafter gegen den Hunger gewählt.

## Filmografie (Auswahl)
- 2004: A Candle in the Wind
- 2007: Santouri
- 2021: Pinto
- 2022: Jeyran (Fernsehserie)